# أربياتسلاغر

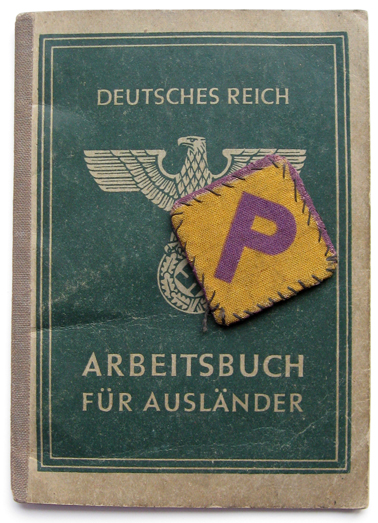
وثيقة هوية Arbeitsbuch Für Ausländer (كتاب مصنف للأجانب) صادرة عن الألمان للعمال الجبريين البولنديين في عام 1942 من قبل الألمان، جنبًا إلى جنب مع رسالة "P" التي طُلب من البولنديين ارتداؤها لتحديد هوية السكان الألمان.

Arbeitslager ( تُلفظ بالألمانية: [ˈʔaʁbaɪtsˌlaːɡɐ] ) هي كلمة باللغة الألمانية والتي تعني معسكر العمل. في عهد النازية، استخدمت الحكومة الألمانية ( والقطاع الخاص والمحور والشركاء المتعاونون) العمل القسري على نطاق واسع، ابتداءً من الثلاثينيات ولكن بشكل خاص خلال الحرب العالمية الثانية. كان هناك مصطلح آخر هو Zwangsarbeitslager («معسكر العمل القسري»).
كان النازيون يديرون عدة فئات من Arbeitslager لفئات مختلفة من النزلاء. احتُجز أكبر عدد منهم مدنيين اختُطفوا قسراً في البلدان المحتلة (انظر ankaapanka للاطلاع على السياق البولندي) لتوفير العمالة في صناعة الحرب الألمانية، وإصلاح خطوط السكك الحديدية والجسور التي تم قصفها أو العمل في المزارع وفي المحاجر. 
كان النازيون يديرون أيضًا معسكرات اعتقال، بعضها يوفر العمل القسري مجانًا للوظائف الصناعية وغيرها، بينما يوجد آخرون لإبادة نزلاءهم. ومن الأمثلة البارزة على ذلك مجمع معسكر العمل ميتلباو دورا الذي خدم إنتاج صاروخ في-2. انظر قائمة معسكرات الاعتقال الألمانية للمزيد. كانت الأعمال الكيميائية الكبيرة في مونويتز وتملكها شركة إي غه فاربن بالقرب من مدينة أوشفيتز وكانت مصممة لإنتاج المطاط الصناعي وزيت الوقود. تم توفير العمالة اللازمة لبناءها من قبل العديد من معسكرات العمل حول الأعمال. بعض السجناء كانوا سجناء في أوشفيتز، تم اختيارهم لمهاراتهم الفنية، مثل بريمو ليفي على سبيل المثال. 

## أربيتسكوماندوس
كانت أربيتسكوماندوس، التي تسمى رسميًا Kriegsgefangenenarbeitskommando ، معسكرات فرعية تابعة لمعسكرات أسرى الحرب لاحتجاز أسرى حرب من الرتب الدنيا (دون رقيب )، وكانوا يعملون في الصناعات وفي المزارع. هذا مسموح به بموجب اتفاقية جنيف الثالثة شريطة أن يعاملوا معاملة مناسبة. لم يُسمح لهم بالعمل في الصناعات التي تصنع مواد الحرب، لكن هذا التقييد كان يتجاهله الألمان في كثير من الأحيان. كانوا دائمًا تحت إدارة معسكر أسرى الحرب، الذي كان يحتفظ بسجلات، وقام بتوزيع عبوات الصليب الأحمر الدولي وقدم على الأقل الحد الأدنى من الرعاية الطبية في حالة مرض أو إصابة السجين. كان عدد السجناء في أربيتسكوماندوس عادة ما بين 100 و300. 
ينبغي للمرء أن يميزها عن المعسكرات الفرعية لمعسكرات الاعتقال النازية التي تديرها قوات الأمن الخاصة، والتي كانت تسمى أيضًا أربيتسكوماندوس. بسبب النوعين المختلفين، هناك بعض الالتباس، نتيجة للتقارير العرضية عن أسرى الحرب المحتجزين في معسكرات الاعتقال. في بعض الحالات، كان هذان النوعان متجاورين ماديًا، عندما كان كل من أسرى الحرب والسجناء في POWs يعملون في منشأة كبيرة مثل منجم للفحم أو معمل كيماوي.  لقد ظلوا دائمًا بعيدًا عن بعضهم البعض.